# 床佐駅
座標: 北緯49度10分18秒 東経143度1分44秒 / 北緯49.17167度 東経143.02889度
床佐駅（とこさえき）は、かつて樺太敷香郡内路村に存在した鉄道省樺太東線の駅である。

## 歴史
- 1936年（昭和11年）8月30日 - 樺太鉄道新問駅 - 敷香駅間(43.0km)延伸開業により、床佐信号場として設置。
- 1941年（昭和16年）
  - 3月31日 - 床佐駅に昇格。
  - 4月1日 - 樺太鉄道の国有化により、樺太庁鉄道東海岸線の駅となる。
- 1943年（昭和18年）4月1日 - 南樺太の内地化にともない、鉄道省（国有鉄道）に編入。
- 1945年（昭和20年）8月 - ソ連軍が南樺太へ侵攻、占領し、駅も含め全線がソ連軍に接収される。
- 1946年（昭和21年）
  - 2月1日 - 日本の国有鉄道の駅としては、書類上廃止。
  - 4月1日 - ソ連国鉄に編入。

## 駅名の由来
当駅の所在する地名からであり、地名はアイヌ語の「トコサ・ウン・イ」（トクサが群生している所）による。

## 運行状況
- 1945年当時、鉄道は上り元泊駅行き2本と白浦駅行きと大泊駅行きと大泊港駅行き各1本であった。下りは敷香駅行きが4本と上敷香駅行きが1本であった[2]。

## 隣の駅
鉄道省樺太鉄道局
樺太東線
内路駅 - 床佐駅 - 敷香駅